# Johannes Søe Hansen
Johannes Søe Hansen (født 17. juli 1965) er en dansk violinist. Han blev optaget på musikkonservatoriet i 1982, hvorfra han dimitterede i 1987. Herefter studier i Bern og debuterede fra Solistklassen fra Det Jyske Musikkonservatorium i 1990.
Fra 1993 -2022 har Johannes Søe Hansen været 1. Koncertmester i DR SymfoniOrkestret. Herefter fortsat virke i DR Symfoniorkesteret som 1. violinist.
Han underviser på Det Kongelige Danske Musikkonservatorium i København.
Søe Hansen har vundet flere konkurrencer inden for sit felt. Allerede som 14-årig vandt han i 1980 Berlingske Tidendes Musikkonkurrence, og i 1984 vandt han pris ved Den internationale Carl Nielsen violinkonkurrence. Han har også vundet solistkonkurrencen "Ung solist" i 1991. Han har desuden modtaget Léonie Sonnings Musikstipendium i 1987, samt Jacob Gades Legat året efter.
Koncerter som kammermusiker i mange lande; Sverige, Finland, Grønland, Tyskland, Irland, England, Italien, Frankrig, Bulgarien, USA, med ensembler som Den Danske Duo, Copenhagen Classic, Stadler kvintetten, samt duo med pianisten Christina Bjørkøe.
Medlem af Arild kvartetten siden 2017.
Optaget i "Kraks Blå Bog" i 2016.
Modtog Peter Varmings mindelegat i 2018

## Udvalgt diskografi
- Knudåge Riisager Violin Works (Dacapo)
- Niels Otto Raasted soloviolin sonater (Dacapo)
- Vagn Holmboe violin works (Dacapo)
- Fini Henriques Works for violin and piano Dacapo 2019